# Дітріх фон Альтенбург
Дітріх фон Альтенбург (нім. Dietrich von Altenburg) — 19-й великий магістр Тевтонського ордена з 1335 по 1341 рік.

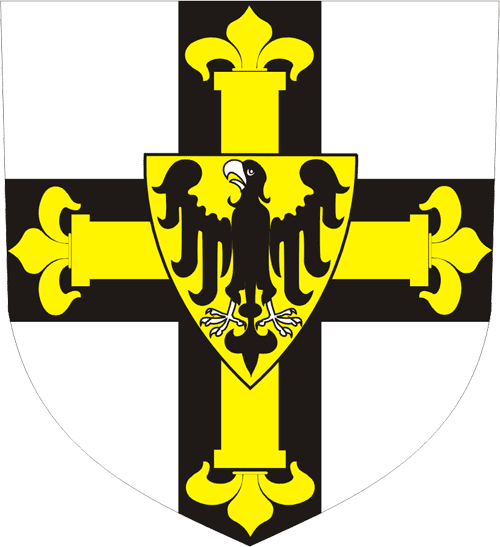
Герб великого магістра Дітріха фон Альтенбурга

Народився в Альтенбургу в Тюрингії. Між 1301 і 1307 роками вступив до Тевтонського ордену, ніс службу як лицар в Рагніті. Відзначився у поході на Жемайтію у 1316 році. З 1320 року — комтур Рагніта, командував походом, під час були спустошені околиці Вільно. З 1326 року — комтур замку Балги, фогт Натангії.
Заснував міста Бартенштейн та Пройсіш-Ейлау.
З 1331 року — Маршал Тевтонського ордену. Командував армією, яка вдерлась до Куявії та Великопольщі. Потрапив до полону, але був відбитий. У 1332 році захопив Брест-Куявський та Іновроцлав, зайняв всю Куявію. За злочини, здійснені під час війни, постав перед папським судом.
У 1335 році на генеральному капітулі у Марієнбурзі обраний Великим магістром ордену. Заклав декілька замків над Німаном, які закривали шлях військам ВКЛ та служили базами для нападу на Жемайтію і Литву.
Мав підтримку німецьких династій — Люксембургів та Віттельсбахів. У 1337 році отримав від імператора Людвіга Баварського у ленне «володіння» Жемайтію, Литву та Русь. Для завоювання ВКЛ заклав поблизу кордону нові замки, будував дороги до литовського кордону. Проводив велике будівництво оборонних споруд та костелів у Данцігу та Марієнбурзі. Зокрема, в Марієнбурзі побудував головну башту; при ньому були завершені перший постійний міст через Віслу та Мостові ворота.
Для зміцнення порядку всередині ордену видав суворий статут, який забороняв лицарям розкішне життя, ночівлю поза замками та орденськими будівлями.
У 1341 році для переговорів з поляками виїхав у Торн, але в жовтні помер від хвороби. Був першим з Великих магістрів, похованих в каплиці Св. Анни в Марієнбурзі, його могильна плита й донині знаходиться там.